# Kees Rijvers
Cornelus Bernardus Kees Rijvers, més conegut com a Kees Rijvers   (Breda, 27 de maig de 1926 - Breda, 4 de març de 2024), fou un futbolista neerlandès de la dècada de 1950 i entrenador.
Defensà els colors del NAC Breda, AS Saint-Étienne, Stade Français i Feijenoord.
Fou 33 cops internacional amb la selecció neerlandesa, amb la qual participà en els Jocs Olímpics de 1948.
Un cop retirat fou entrenador a clubs com FC Twente, PSV Eindhoven i la selecció.

## Palmarès

### Jugador
NAC Breda
- Eerste Klasse: 1945-46

Saint-Étienne
- Ligue 1: 1956-57
- Coupe de France: 1961-62

### Entrenador
PSV
- Eredivisie: 1974-75, 1975-76, 1977-78
- Copa neerlandesa de futbol: 1973-74, 1975-76
- Copa de la UEFA: 1977-78